# Xian de Santai
Pour les articles homonymes, voir Santai.
Le xian de Santai (chinois : 三台县 ; pinyin : sāntái xiàn) est un district administratif de la province du Sichuan en Chine. Il est placé sous la juridiction de la ville-préfecture de Mianyang.

## Démographie
La population du district était de 1 477 299 habitants en 1999.